# Lago Eduardo
El lago Eduardo, Rwitanzigye, Rweru o Edward Nyanza (del inglés: Lake Edward) es un gran lago ubicado en África Central, el más pequeño de los seis Grandes Lagos de África. Se encuentra en el centro del Gran Valle del Rift, en la frontera entre la República Democrática del Congo y Uganda, unos pocos kilómetros al sur del ecuador.

## Geografía

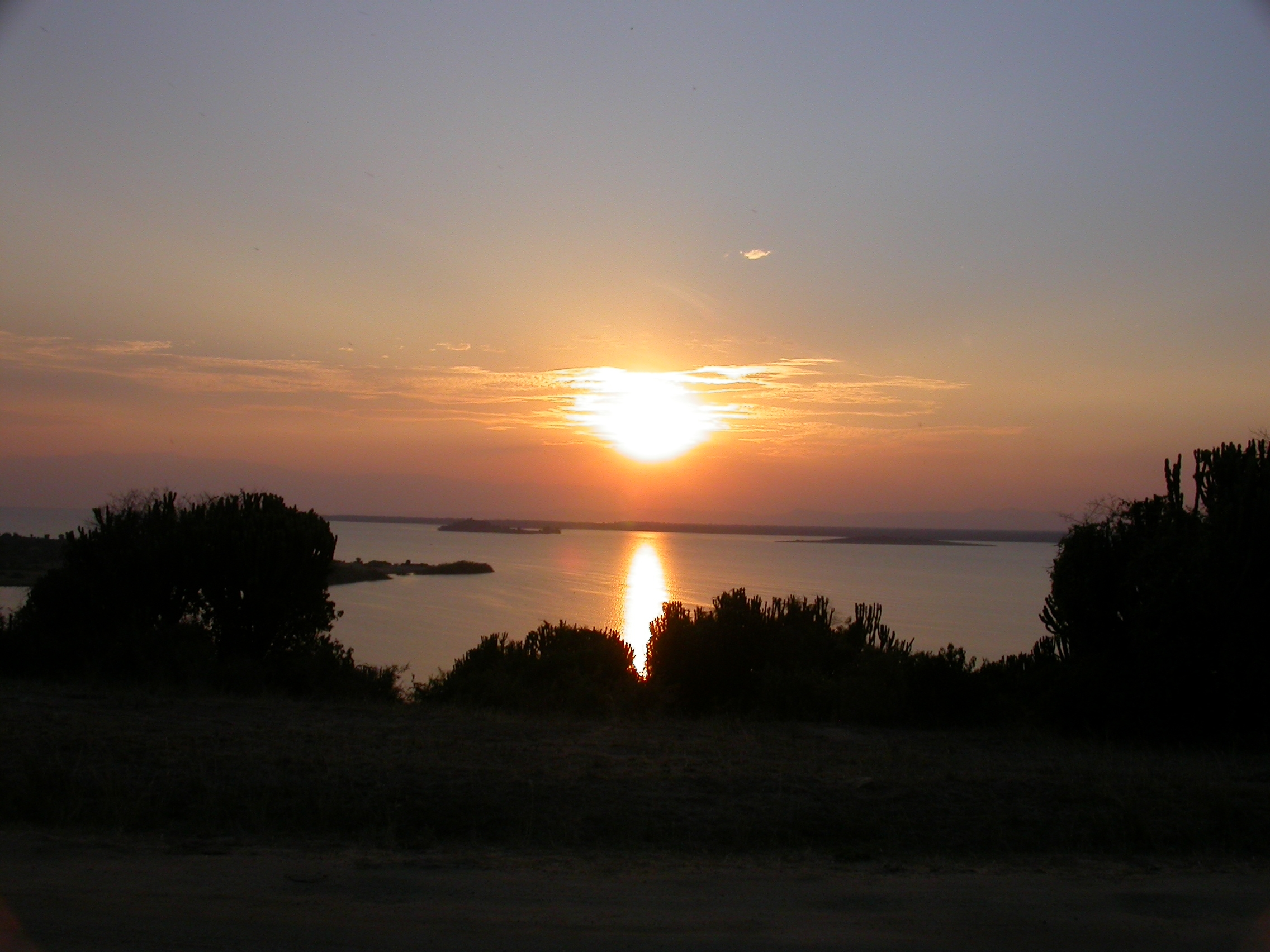
El lago desde Mweya en el parque nacional Queen Elizabeth

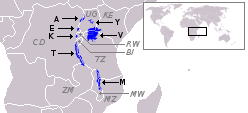
Ubicación de los Grandes Lagos de África. La letra E representa al lago Eduardo.

El lago Eduardo es alimentado por los ríos Nyamugasani, Ishasha, Rutshuru, y Rwindi. La desembocadura natural se encuentra en su extremo norte, desde donde desciende el río Semliki en dirección al lago Alberto. Cuenta también con otra vía de desagüe por medio del canal Kazinga, que dirige parte de las aguas hacia el lago George (Lake George), en dirección noreste.
El lago está situado a una altitud de 920 m s. n. m., y tiene 77 km de anchura por 40 km de longitud en sus extremos, cubriendo una superficie total de 2325 km², siendo el 18.º más grande del continente.

## Ecología
El lago Eduardo es el hábitat de muchas especies de peces, incluyendo el Bagrus docmac, Sarotherodon niloticus, Sarotherodon leucostictus, y más de 50 especies de Haplochromis y sus parientes (de los cuales sólo 8 han sido descritos). El Lago es fuente de trabajo para mucho de los pobladores costeros, que dedican a la pesca buena parte de su tiempo. La población de fauna de la zona (compuesta por chimpancés, elefantes, cocodrilos y leones) es protegida por medio de los parques nacionales Virunga (en el Congo) y Queen Elizabeth (en Uganda).

## Historia
El lago fue descubierto para el mundo occidental por el explorador Henry Morton Stanley en 1888, fue bautizado como lago Eduardo en honor al entonces príncipe de Gales y posterior monarca británico Eduardo VII del Reino Unido. Durante la dictadura de Idi Amin en Uganda, el lago fue renombrado como Lago Idi Amin, aunque después de su posterior caída del poder recuperó su nombre original.